# Beverly Weigel

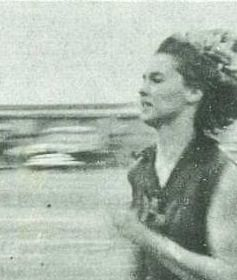
Beverly Weigel

Beverly Weigel (Beverly Dawn Edith Weigel, verheiratete Robertson; * 16. August 1940 in Auckland) ist eine ehemalige neuseeländische Weitspringerin und Sprinterin.

## Sportleben
1956 wurde sie bei den Olympischen Spielen in Melbourne Siebte im Weitsprung.
Bei den British Empire and Commonwealth Games 1958 in Cardiff gelang ihr im Weitsprung kein gültiger Versuch. Über 100 Yards schied sie im Vorlauf aus, und mit der neuseeländischen 4-mal-110-Yards-Stafette kam sie auf den vierten Platz.
1960 wurde sie bei den Olympischen Spielen in Rom Zehnte im Weitsprung.
Ihre persönliche Bestleistung im Weitsprung von 6,28 m stellte sie am 29. Juni 1958 in Papakura auf. 